# Heinrich VII. Kämmerer von Worms
Heinrich VII. Kämmerer von Worms (* um 1360; † 14. Juni 1418) war Schultheiß von Hagenau.

## Familie
Heinrich VII. stammte aus der Familie der Kämmerer von Worms. Seine Eltern waren Heinrich VI., genannt von Dürkheim (* um 1325; † 14. Februar 1392), beigesetzt in St. Martin in Worms und Elisabeth, Tochter von Siegfried und Bega Buser von Ingelheim, verwitwete von Wartenberg († 12. Dezember 1386). Verheiratet war Heinrich VII. zwei Mal:
- zunächst mit Anna, Tochter von Friedrich von Fleckenstein, Landvogt im Unterelsass. Sie starb  1409. Aus dieser Ehe stammte eine namentlich nicht bekannte Tochter, die Hans Blick von Lichtenberg heiratete.
- 1410 heiratete er Anna von Pachenstein. Nach dem Tod Heinrich VII. heiratete sie Werner Winter von Alzey.

## Wirken
Die Karriere Heinrich VII. ist durch mehrere Brüche gekennzeichnet: Lebenslang war er zum Hauptmann der Stadt Worms ernannt, also Befehlshaber des städtischen Militärs. Dies wurde aber nach vier Jahren beendet. Von 1400 bis 1408 war er Schultheiß von Hagenau. Mit Kurfürst Rupprecht von der Pfalz geriet er in einen heftigen Konflikt, wurde gefangen gesetzt und musste Urfehde schwören.